# Ouragan Fred (2015)
Pour les articles homonymes, voir Cyclone tropical Fred.
L’ouragan Fred est le sixième système tropical, le second à atteindre brièvement le niveau d'ouragan, de la saison cyclonique 2015 dans l'océan Atlantique. Formé au large de la côte de la Guinée-Bissau à partir d'une onde tropicale provenant du continent africain, il est le premier ouragan à frapper les îles du Cap-Vert depuis 1892 selon les archives du National Hurricane Center des États-Unis. Il a fait des dégâts importants à ces îles et aux pays de la pointe ouest de l'Afrique, en plus de faire sept noyés, avant de se perdre et de se dissiper dans le centre de l'Atlantique nord.

## Évolution météorologique
Le NHC a commencé à suivre une onde tropicale sortant de la côte africaine le 27 août. Celle-ci a graduellement développé un système en surface  qui est devenu une dépression tropicale le 30 août à 5 h 30 UTC puis la sixième tempête tropicale nommée Fred quelques heures plus tard à 650 km est-sud-est des îles du Cap-Vert. Durant la nuit suivante, Fred est devenu un ouragan de catégorie 1 à 110 km des îles du Cap-Vert tout en poursuivant sa course vers celles-ci. Fred a traversé l'archipel du sud-est au nord-ouest au cours de la journée du 31 août. Il s'agissait du premier système tropical de niveau d'ouragan à toucher ce petit pays au large de la côte africaine depuis 1892 selon le NHC. 
À 3 h UTC le 1er septembre, Fred est retombé au niveau de tempête tropicale à 90 km au nord de Santo Antão, en quittant l'archipel vers le nord-ouest du Cap-vert à 19 km/h dans la circulation de la bordure sud de l'anticyclone des Açores. Il est entré ensuite dans une zone de cisaillement des vents et sur des eaux plus fraîches défavorables à son développement. Le 3 septembre au matin, Fred était toujours une tempête tropicale de valeur minimale à 1 105 km à l'ouest-nord-ouest des îles du Cap-Vert. Fred est redescendu au niveau de dépression tropicale tôt en après-midi du 4 septembre à 2 050 km au sud-ouest des Açores alors que ses vents n'étaient plus que de 55 km/h et que ses orages devenaient de plus en plus désorganisés.
Contre toute attente, Fred a repris temporairement de la vigueur et est redevenu une tempête tropicale durant la nuit du 4 au 5 septembre. La nuit suivante, il est redescendu à dépression tropicale et sa trajectoire s'est finalement incurvée vers le nord-est à 2 110 km au sud-ouest des Açores. Il s'est dissipé le soir du 6 septembre dans l'Atlantique.

## Impacts
Les vents en rafales à 140 km/h ont arraché des arbres dans certaines îles du Cap-Vert, les fortes houles ont détruit des équipements de la Marine sur une île, la compagnie aérienne cap-verdienne a annulé ses vols intérieurs et internationaux, les réseaux de télécommunications étaient affectés dans certaines zones mais aucun décès n'a été signalé, selon la Protection civile cap-verdienne et l'Institut national de la météorologie et géophysique (INMG, public). L'électricité a été coupé par mesure de précaution sur les îles dans la trajectoire de l'ouragan.
Sa forte houle s'est propagée jusqu'à la côte africaine, aussi au nord que le Sénégal. Autour de Dakar, les vagues ont fait des dégâts aux ports de pêche, ont jeté bateaux et pirogues sur la rive, ont endommagé ponts et routes côtières. Environ 200 maisons ont été démolies dans le quartier de Hann, certains des murs s'effondrant. Dans la banlieue de Rufisque, les vagues ont renversé une digue, sont entrés dans un cimetière ainsi que dans des maisons et ont détruit une mosquée. Plus loin de la capitale, plusieurs villages ont été complètement isolés. 
En Guinée-Bissau, l'onde de tempête a envahi les routes côtières et les zones basses habitées. Une bonne portions des champs de la région de Tombali ont été submergés causant de fortes pertes pour la récolte de riz. Au large, des vagues allant jusqu'à 7 m ont été mesurées ce qui a fait chavirer et couler le bateau de pêche Dimitrios jetant à la mer ses dix-neuf membres d'équipage. Douze ont été sauvés et les sept autres furent portés disparus. Le bateau qui pêchait dans la zone économique exclusive bissau-guinéenne a fait l'objet de recherches de sauvetage qui n'ont pu retrouver les deux Bissau-Guinéens, le Cap-Verdien et le Sierra-Léonais manquants à l'appel après quatre jours et ils ont donc été déclarés morts.